# L'ortolano
L'ortolano (o Il giardiniere) è un dipinto di Giuseppe Arcimboldo nel 1587-1590. Si tratta di una natura morta di verdure in una ciotola, reversibile in figura antropomorfa. L'opera è nel Museo civico Ala Ponzone di Cremona.

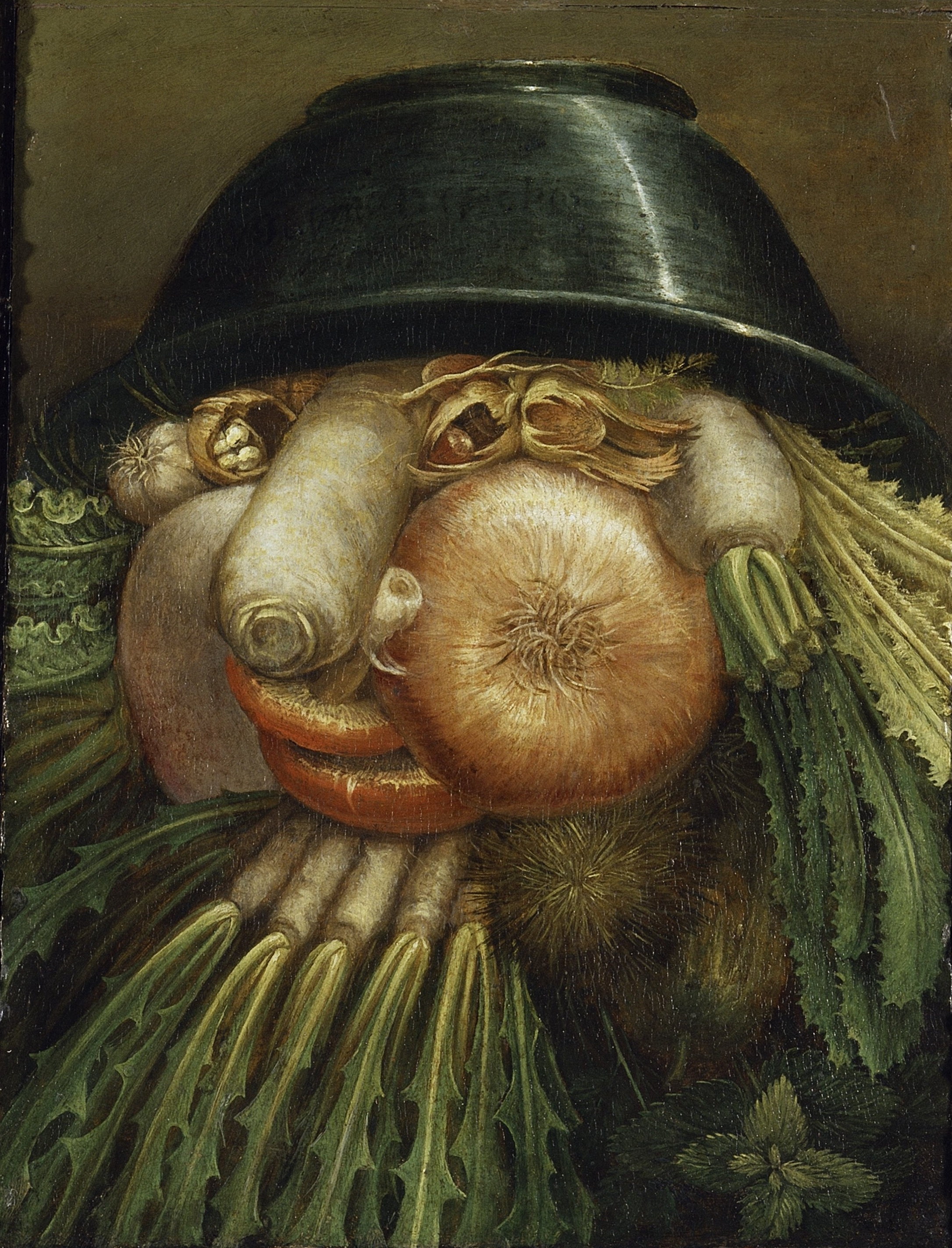
Il dipinto rovesciato

Il museo espone il dipinto in una teca di vetro contenente uno specchio al di sotto per apprezzare la rivelazione della figura da pareidolia (anche se non viene restituito, ma invertito dal riflesso).